# حمزة آيت علال
حمزة آيت علال هو لاعب كرة قدم مغربي محترف يلعب في مركز الظهير الأيمن لفريق المغرب الفاسي.